# Itapúa
Itapúa é um departamento do Paraguai. Sua capital é a cidade de Encarnación. A capital é também a casa do governo de Itapúa. 
O departamento tem 558 km² e sua população é de cerca de 145.000 habitantes, sendo considerada a terceira cidade mais importante, economicamente, e também pela sua aglomeração urbana.
A população deste departamento é predominantemente rural, com uma ligeira predominância de homens. De acordo com a faixa etária, crianças representam quase 40% da população. Em relação a documentação, mais de 90% das pessoas tem registrados seus nascimentos, porém, aqueles com carteira de identidade só atingem pouco mais de 60%.
Grande parte da região de Itapúa foi colonizada por imigrantes de várias origens, entre eles estão os italianos, alemães, russos, brasileiros, ucranianos, franceses, japoneses, poloneses e recentemente, muitos sírios e libaneses . Essa diversidade cultural deu o nome de "pote de raças", tornando este o departamento mais cosmopolita do Paraguai .

## Distritos
O departamento está dividido em 30 distritos:
- Alto Verá
- Bella Vista
- Cambyretá
- Capitán Meza
- Capitán Miranda
- Carlos Antonio López
- Carmen del Paraná
- Coronel Bogado
- Edelira
- Encarnación
- Fram
- General Artigas
- General Delgado
- Hohenau
- Itapúa Poty
- Jesús
- José Leandro Oviedo
- La Paz
- Mayor Julio D. Otaño
- Natalio
- Nueva Alborada
- Obligado
- Pirapó
- San Cosme y Damián
- San Juan del Paraná
- San Pedro del Paraná
- San Rafael del Paraná
- Tomás Romero Pereira
- Trinidad
- Yatytay